# Sun Wukong

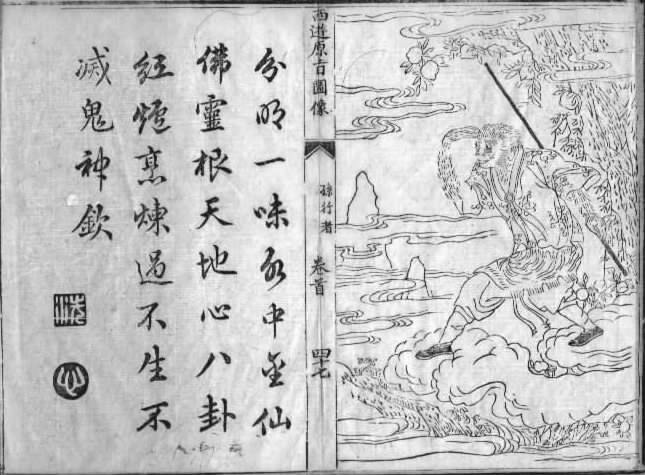
Un'illustrazione tratta da un'edizione cinese di Il viaggio in Occidente, raffigurante Sun Wukong che vola sulla sua nuvola con in mano il suo bastone

Sun Wukong o il Re Scimmia (in cinese 孫悟空T, 孙悟空S, Sūn WùkōngP, letteralmente "macaco destato dalla vacuità", da cui il giapponese 孫悟空「そんごくう」Son Gokū e il coreano 손오공 Son O-Gong) è un personaggio letterario della classicità cinese.
Mago, monaco, re, saggio e guerriero dall'aspetto di scimmia antropomorfa noto anche come l'Affascinante re delle scimmie (美猴王S, Měihóu WángP), egli è il malizioso protagonista del romanzo Il viaggio in Occidente, basato su racconti popolari risalenti alla dinastia Tang (618-907). Il romanzo racconta le sue avventure dalla nascita fino al suo viaggio insieme al monaco Xuánzàng, anche noto come Sanzang (in giapponese Sanzo, in sanscrito Tripitaka) o Tangseng, per recuperare i testi sacri del Buddhismo conservati in India.
È spesso considerato il più famoso e amato personaggio della letteratura cinese classica ed è celeberrimo in molti paesi d'Oriente, nei quali altre versioni del suo nome comprendono anche: vietnamita Tôn Ngộ Không (孫悟空), thailandese ซุนหงอคง Sun Ngokhong, indonesiano Sun Go Kong, khmer ស៊ុន អ៊ូខុង Sŭn Ukhŏng, e birmano မျောက်မင်း Myauɂ Minn.

## Il personaggio nel romanzo
I primi capitoli del romanzo sono tutti dedicati alla storia di Sun Wukong, e non a caso molte edizioni italiane e internazionali si limitano a questa prima parte, con il nome Lo scimmiotto.

### Il Grande Saggio Pari al Cielo

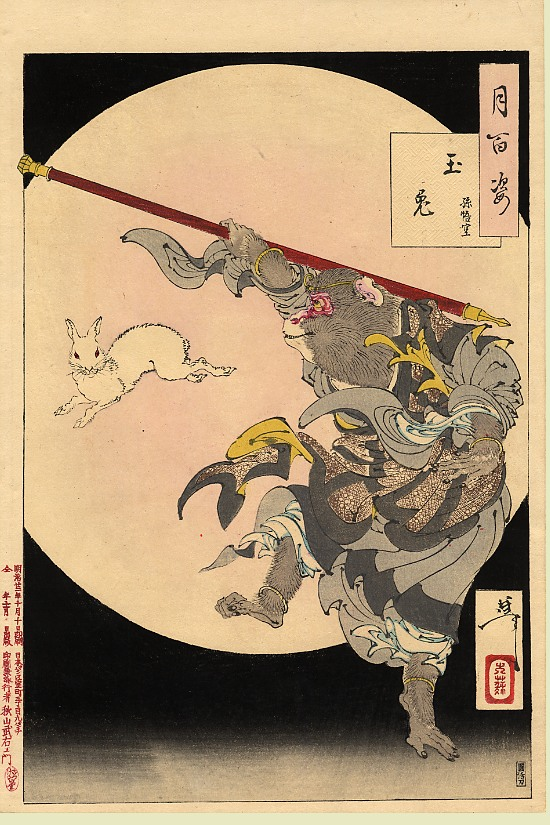
Sun Wukong e il coniglio lunare in un'illustrazione di Yoshitoshi

Nato in una roccia frutto della terra ingravidata dal vento, lo scimmiotto Sun Wukong si distingue per il suo coraggio portando il popolo delle scimmie nella Caverna del Sipario d'Acqua della Montagna dei Fiori e dei Frutti, e diventandone così il re. Preoccupato dalla possibilità che la sua conquistata felicità un giorno finisca, viaggia a lungo fino ad arrivare presso l'abitazione di un Saggio, il Patriarca Subhodi, che gli insegna la Via (Tao), e in particolare come diventare un Immortale e come difendersi dalle Tre Calamità, il che lo rende un guerriero potentissimo, capace di settantadue trasformazioni e di volare su una nuvola; quando il Saggio si renderà conto che il giovane scimmiotto non ha appreso l'essenza della Via ma solo i suoi poteri, lo caccerà e gli proibirà di dichiararsi suo discepolo, e in effetti Sun Wukong non farà mai più il suo nome.
Tornato nella sua Montagna dei Fiori e dei Frutti, si impegna a portare il suo regno alla supremazia, insegnando alle scimmie e agli animali a combattere, conquistando e sottomettendo tutte le altre specie e pretendendo in dono dai quattro Dragoni Re dei Mari un bastone che si allunga e rimpicciolisce a piacimento (originariamente una delle colonne che tenevano l'oceano calmo), un elmo di fenice, un'armatura d'oro e degli stivali magici.
L'Imperatore di Giada, infastidito dalla sua arroganza, lo chiama a palazzo per tenerlo sotto controllo, e gli assegna l'incarico di Custode dei Cavalli Celesti (弼馬溫T, BìmǎwēnS), ma lo scimmiotto superbo trova l'incarico troppo umile, così torna alla sua montagna; allora l'Imperatore di Giada manda contro di lui il Re Li e suo figlio Nezha, che tuttavia non riescono a sconfiggerlo, così egli decide di concedere al Re delle Scimmie il titolo di Grande Santo Pari al Cielo (齊天大聖T, Qítiān DàshèngS) come da lui richiesto e richiamarlo in Cielo.
Qui però lo scimmiotto dà ancora prova di sé e dopo essersi cibato delle Pesche dell'Immortalità si introduce in una festa a cui non era stato invitato e mangia e beve tutti gli alimenti degli dei che può, ruba le pillole di Lao Zi, poi fugge di nuovo alla sua montagna. Questa volta l'Imperatore infuriato manda contro di lui suo nipote Erlang, che, dopo una estenuante battaglia a cui partecipano anche molte altre divinità tra cui la Bodhisattva Guanyin e Lao Zi, riesce a sconfiggerlo e consegnarlo al Cielo, dove viene subito condannato a morte.
Il problema è che lo scimmiotto è un Immortale ed è invulnerabile, avendo mangiato le pesche sacre, perciò pur venendo trafitto da spade, battuto con martelli, colpito da fulmini e sottoposto a innumerevoli torture, non riporta neanche un graffio: allora viene rinchiuso in una fornace nella speranza che il suo corpo fonda, ma dopo diversi giorni, quando la fornace viene aperta, egli è ancora vivo e i suoi occhi sono ora del colore del fuoco con pupille dorate e hanno acquisito il potere di vedere attraverso ogni inganno.
In cerca di vendetta, Sun Wukong mette a ferro e fuoco il Cielo, combattendo alla pari con più di centomila soldati imperiali, e l'Imperatore terrorizzato manda a chiamare il Tathāgata Buddha, che sfida il Re delle Scimmie a saltare fuori dalla sua mano: apparentemente lo scimmiotto vi riesce, ma nel momento in cui lo fa,  la mano diventa sempre più grande, finché quando Sun Wukong crede di essere arrivato al confine dell'universo in realtà non ha raggiunto che le dita della mano. Il Buddha allora lo punisce per la sua arroganza, seppellendolo sotto la Montagna dei Cinque Elementi.

### Il Viaggio ad Ovest
Dopo 500 anni la Bodhisattva Guanyin viene incaricata dal Buddha di cercare un uomo pio in grado di affrontare il pericoloso viaggio verso Ovest per portare nell'impero Tang i Sutra, in modo da diffondere in esso il vero insegnamento del Buddha, e lungo il cammino questa pensa di concedere a Sun Wukong la libertà in cambio della promessa di diventare un discepolo del prescelto. Quando il monaco Chen Xuanzang, detto Sanzang (o Tripitaka, "tre ceste", dal nome del sutra che porterà al ritorno) e Tangseng (fratello dei Tang) giunge in prossimità della Montagna dei Cinque Elementi la scimmia ormai millenaria gli spiega la situazione e lo implora di liberarlo; il monaco accetta, gli dà il nomignolo Xingzhe (行者S) e da quel momento diventa il suo maestro.
Non che Sun Wukong sia un buon discepolo; alla prima ramanzina abbandona il monaco, e la Bodhisattva Guanyin, giunta in suo soccorso, dona a questi un diadema magico. Quando il Grande Saggio Pari del Cielo ritorna il monaco gli fa indossare il diadema con un trucco e poi con una magia insegnatagli dalla Bodhisattva lo stringe attorno al suo cranio provocandogli un immenso dolore; quando smette Sun Wukong si rende conto di non poterlo togliere e cerca di uccidere di botte il suo maestro, ma questo ricomincia a recitare la formula magica.
Da questo momento in poi Sun Wukong obbedirà senza discutere al monaco, e lo proteggerà durante tutto il viaggio, durante il quale incontrerà nuovi compagni di avventura e nuovi nemici, imparerà a comportarsi meglio e infine, dopo aver portato a termine la loro impresa, lui e il monaco raggiungeranno l'illuminazione e diventeranno dei buddha a loro volta.

## Origini del mito
Alcuni studiosi credono che il personaggio sia stato ispirato dalla divinità hindu Hanuman, l'eroe dall'aspetto di scimmia, avatar di Śiva, dell'antica epica Rāmāyaṇa, di cui Xuanzang ha scritto dopo essere tornato in Cina.
Secondo altri, però, il culto di un dio dall'aspetto di scimmia era già diffuso in alcune regioni del Paese molto prima del viaggio di Xuanzang, forse come divinità locale poi inglobata nel pantheon taoista, e quindi assorbita nel sincretismo buddhista, come sembrerebbe indicare il fatto che ne Il viaggio in Occidente lo stesso Lao Zi, autore del Tao Te Ching, è citato tra le divinità celesti e dice di sé di aver raggiunto lo stato di buddha, e nella storia la prima divinità autenticamente buddhista a comparire, Guanyin, entra in scena solo durante la battaglia con Erlang.
Un'altra possibile interpretazione è che Wú Chéng'ēn abbia unito miti e leggende locali per creare l'antieroe perfetto, l'esatto contrario di ciò che un buddhista dovrebbe essere, in modo da dimostrare che anche una bestia dedita ai piaceri della carne può raggiungere l'illuminazione. A suffragio di questa tesi si può notare che "saltare fuori da una roccia" è l'equivalente cinese dell'italiano "nascere sotto un cavolo" o "essere portati dalla cicogna", e "Custode dei Cavalli" rimanda alla tradizione cinese di tenere una scimmia nelle stalle come "protettrice" (si credeva che le scimmie avessero il potere di prevenire e curare le malattie equine); inoltre secondo una tradizione citata nello stesso Il viaggio in Occidente alcune scimmie di montagna sono immortali.

## Sun Wukong oggi

### Tratti caratteristici
Sun Wukong è un personaggio che ha segnato profondamente la cultura cinese e giapponese, e spesso compare come personaggio in altre opere con altri nomi, ma con alcune caratteristiche distintive che ne rendono immediata l'identificazione da parte del pubblico. Alcune di queste sono:
- In primis il carattere infantile, irruento e pronto alla lotta, spesso affiancato da un personaggio che lo moderi (generalmente femminile);
- Usa come arma un bastone allungabile;
- Ha sulla testa una coroncina o un diadema;
- Spesso indossa una veste buddhista gialla, arancione, o rossa, legata però al modo dei monaci combattenti Shaolin così da non impacciare i movimenti;
- Stranamente, solo occasionalmente ha tratti fisici scimmieschi;
- Ha un gruppo di amici con i quali compie un viaggio in cui il gruppo affronta numerosi nemici.

## Presenza in altre opere contemporanee

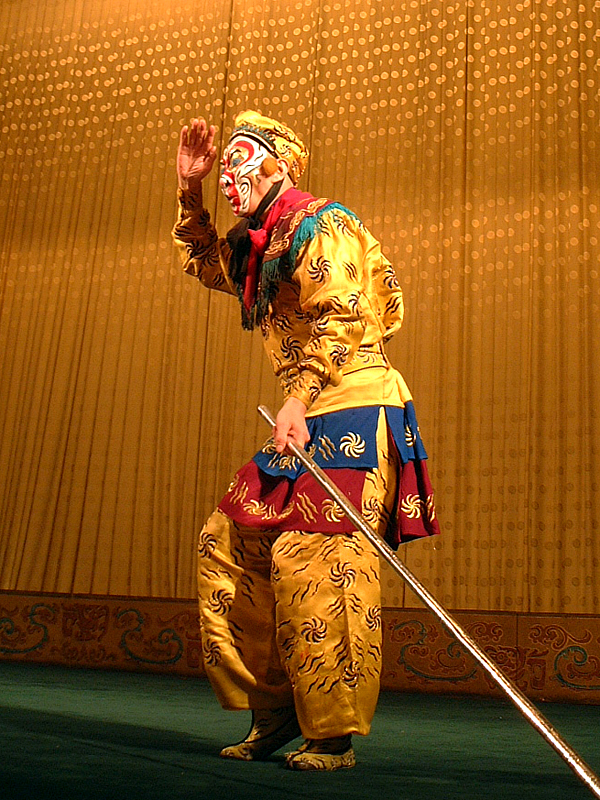
Sun Wukong rappresentato in un'opera di Pechino

Col nome giapponese "Son Goku" si fa riferimento anche a protagonisti di diversi manga/anime come The Monkey, Dragon Ball e Saiyuki, ma rappresentazioni a lui ispirate o citazioni al mito originale sono contenute anche in altre opere (Starzinger e Naruto, o Le avventure di Jackie Chan e Read or Die, in Love Hina e in Lamù, Ranma ½, Shamo, Inuyasha, I Cavalieri dello zodiaco)
- Milo Manara ha anche disegnato la storia di Sun Wukong, sceneggiata da Silverio Pisu, in toni fortemente politici ed erotici, in Lo scimmiotto (1976).

È presente anche nel mondo videoludico, a cui titoli di esempio si elencano Puzzle & Dragons e Enslaved: Odyssey to the West. Riguardo alla filmografia, nel film L'impero proibito viene chiamato Monkey King ed è interpretato da Jet Li, ha una folta barba bionda, comportamenti infantili e scimmieschi ed usa un bastone per combattere; è anche uno dei protagonisti del film Journey to the West: Conquering the Demons del 2013 e The Monkey King del 2023.
- Altri omaggi al re scimmia sono presenti nel Tempio Buddhista di Sau Mau Ping a Hong Kong, che ha un altare dedicato a Sun Wukong, e durante il governo di Mao Zedong in Cina, egli ha spesso fatto riferimento a Sun Wukong come esempio positivo di rivoluzionario in manifesti e discorsi pubblici.
- Ha ispirato il mangaka Eiichirō Oda per il protagonista del manga One Piece, Monkey D. Rufy.
- Nel manga Toriko è presente una creatura, il Re Scimmia Bambina, che ricorda sia per aspetto che per carattere Sun Wukong.
- Infine, omonimo dell'eroe scimmia è un personaggio di RWBY, un Faunus dall'aspetto di scimmia, valoroso ma insolente, arma principale del quale sono una sorta di nunchaku multiple che possono incastrarsi a mo' di bastone, proprio come il bastone magico del Re Scimmia.
- Nel 2018 la piattaforma Netflix ha pubblicato la serie tv "The new legends of Monkey" di 10 episodi ispirata al personaggio del re scimmia.
- Un personaggio secondario di Miraculous - Le storie di Ladybug e Chat Noir è l'atletico Kim le Chien, che riceve un Miraculous a forma di diadema e detiene il potere del Kwami della scimmia, lo spiritoso e irascibile Xuppu: acquisisce l'identità di "Monkey King" , che come Sun Wukong è ispirato a una scimmia e lotta con un bastone. Un bastone magico che si può allungare a piacimento è anche l'arma del protagonista della serie, Chat Noir.
- Nel Webtoon “God Of Highschool” il personaggio di Jin-Mo-Ri non è nient’altro che Sun Wukong, chiamato anche “Jaechondaesong”, millenni dopo quanto narrato nel romanzo.
- Nel K-Drama A Korean Odyssey uno dei protagonisti è il Re Scimmia Son Oh-Gong, traduzione in coreano del nome Sun WuKong. Il personaggio è interpretato da Lee SeungGi, un cantante e attore sudcoreano.
- Nella serie animata Lego Monkie Kid, Sun Wukong (nella serie, viene chiamato "Re Monkie") è l'insegnante di MK ed è uno dei protagonisti principali.
- Il Pokémon Infernape è in parte basato su Sun Wukong.

### Videogiochi
- World Heroes Perfect, di SNK, 1995, Sun Wukong è un boss e personaggio giocabile.
- SonSon, uscito come arcade nel 1984, SonSon II nel 1989, e SonSon III in Marvel Vs Capcom 2, sono una serie di personaggi della Capcom, entrambi ispirati dal mito di Sun Wukong
- Nel franchise di Pokémon, il mostro tascabile Infernape, introdotto in quarta generazione, è basato sulla figura di Sun Wukong.
- Dota 2, Wukong è un personaggio selezionabile tra i diversi eroi con il nome Monkey King.[2]
- Smite, Sun Wukong è un personaggio giocabile.
- Paragon, Wukong è un combattente dotato di bastone allungabile capace di camminare nell'aria e di moltiplicarsi in cloni illusori.
- Tactical Monsters, Wukong è una tra le carte più forti del gioco, di livello arancione; come arma usa un bastone d'oro e si muove su di una nuvola magica. Inoltre, è persino in grado di creare una copia di sé stesso.
- League of Legends, anch'egli un uomo-scimmia, Wukong è il nome di uno dei campioni giocabili.
- Black Myth: Wukong, è un action rpg sviluppato da Game Science, uscito nel 2024. Il videogioco è ambientato dopo la fine del romanzo; nella storia, un “Predestinato” intraprende un viaggio alla ricerca di 6 reliquie per risvegliare Wukong. Sono presenti più finali.[3]
- Warframe: Wukong è uno dei warframe presenti nel gioco, può evocare un bastone con cui combatte e può muoversi con una nuvola magica, creare una copia di sè e resistere alla morte 3 volte
- Brawl Stars: nel gioco è presente una skin del personaggio Mico, Wukong Mico doppiata in cinese, ispirata al Re Scimmia.
- Mobile Legends: Bang Bang, Sun è uno dei campioni giocabili.